# 现任广东省地级行政区行政长官列表

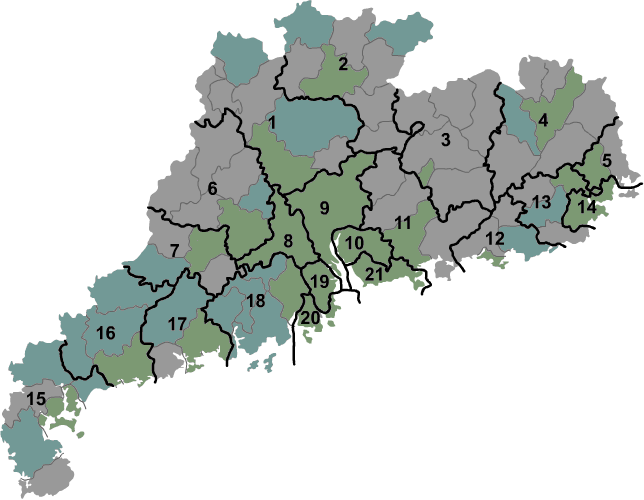
以廣東省地級行政區來劃分，
具體請見：「廣東省」條目，
「行政區劃」章節

本列表列出中華人民共和國廣東省21個地級行政區的現任人民政府市長。該省的2個副省級市、19個地級市的人民政府市長均由唯一執政黨中國共產黨的黨員出任，是該市政治建制內，僅次於中共該市委員會書記的「二把手」，而且此職由該市黨委排名第一的副書記擔任成了一種趨勢。
現任地級行政區行政首長之中，有1位是少数民族，其中1位是蒙古族，即佛山市人民政府市長白涛；有1位是女性，即江门市人民政府市長吴晓晖；任職時間最長的是江门市人民政府市長吴晓晖，自2021年1月17日任市長起，迄今4年7个月；目前任職時間最短的是自2025年8月1日起任中山市人民政府市長的尹念红，迄今0个月。2025年2月起揭阳市长空缺。2025年7月起汕尾市长空缺

## 副省級市人民政府市長
| 副省級市人民政府 （历任市长） | 市长   | 上任日期 （任职时间）       | 出生年月           | 信息源 |
| ----------------------------- | ------ | --------------------------- | ------------------ | ------ |
| 广州市人民政府 （市长列表）   | 孙志洋 | 2023年10月9日 （1年10个月） | 1974年5月 （51歲） |        |
| 深圳市人民政府 （市长列表）   | 覃伟中 | 2021年4月24日 （4年3个月）  | 1971年7月 （54歲） | [ 1 ]  |

## 地級市人民政府市長
| 地級市人民政府 （历任市长） | 市长            | 上任日期 （任职时间）       | 出生年月            | 信息源 |
| --------------------------- | --------------- | --------------------------- | ------------------- | ------ |
| 珠海市人民政府 （市长列表） | 吴泽桐          | 2025年2月22日 （6个月）     | 1980年1月 （45歲）  | [ 2 ]  |
| 汕頭市人民政府 （市长列表） | 陈涛            | 2024年10月28日 （9个月）    | 1971年3月 （54歲）  |        |
| 佛山市人民政府 （市长列表） | 白涛 （蒙古族） | 2021年10月24日 （3年9个月） | 1968年4月 （57歲）  | [ 3 ]  |
| 韶關市人民政府 （市长列表） | 陈志清          | 2022年9月6日 （2年11个月）  | 1969年5月 （56歲）  | [ 4 ]  |
| 湛江市人民政府 （市长列表） | 李勇毅          | 2025年3月28日 （4个月）     | 1973年11月 （51歲） | [ 5 ]  |
| 肇慶市人民政府 （市长列表） | 许晓雄          | 2021年6月22日 （4年1个月）  | 1969年3月 （56歲）  | [ 6 ]  |
| 江門市人民政府 （市长列表） | 吴晓晖 （女）   | 2021年1月17日 （4年7个月）  | 1972年7月 （53歲）  | [ 7 ]  |
| 茂名市人民政府 （市长列表） | 王雄飞          | 2022年9月7日 （2年11个月）  | 1974年10月 （50歲） | [ 8 ]  |
| 惠州市人民政府 （市长列表） | 陈宇航          | 2025年2月21日 （5个月）     | 1979年1月 （46歲）  | [ 9 ]  |
| 梅州市人民政府 （市长列表） | 王晖            | 2021年10月27日 （3年9个月） | 1971年8月 （54歲）  | [ 10 ] |
| 汕尾市人民政府 （市长列表） | 空缺中          | 不適用                      | 不適用              | [ 11 ] |
| 河源市人民政府 （市长列表） | 李勇平          | 2023年9月20日 （1年10个月） | 1974年8月 （51歲）  |        |
| 陽江市人民政府 （市长列表） | 余金富          | 2021年10月25日 （3年9个月） | 1972年5月 （53歲）  | [ 12 ] |
| 清遠市人民政府 （市长列表） | 陈金銮          | 2025年3月5日 （5个月）      | 1981年3月 （44歲）  | [ 13 ] |
| 東莞市人民政府 （市长列表） | 吕成蹊          | 2021年6月10日 （4年2个月）  | 1969年9月 （55歲）  | [ 14 ] |
| 中山市人民政府 （市长列表） | 尹念红          | 2025年8月1日 （0个月）      | 1977年2月 （48歲）  | [ 15 ] |
| 潮州市人民政府 （市长列表） | 刘胜            | 2022年12月19日 （2年8个月） | 1972年8月 （53歲）  | [ 16 ] |
| 揭陽市人民政府 （市长列表） | 空缺中          | 不適用                      | 不適用              | [ 17 ] |
| 雲浮市人民政府 （市长列表） | 李庆新          | 2021年11月16日 （3年9个月） | 1967年8月 （58歲）  | [ 18 ] |